# Belägringen av Jebus
Belägringen av Jebus är en strid som nämns kort i gamla testamentet då David som blivit kung över Israel belägrar och intar den kananitiska staden Jebus (Jerusalem). Israeliterna erövrar staden i ett överraskningsanfall och gör den sedan till sin huvudstad och döper om den till Davids stad.
Att Jebus skulle vara Jerusalem har utmanats av flera forskare. Bibelforskaren Niels Peter Lemche nämner till exempel att alla ickebibliska källor benämner Jerusalem som just Jerusalem och använder som exempel Amarnabreven som skrevs till Egyptens farao från hans kananitiska vasaller under 1300-talet f.Kr. där staden kallas Urasalimmu (Jerusalem). Han skriver vidare att "Det finns inga källor som nämner Jebus eller Jebusiter utanför gamla testamentet. Vissa forskare menar att Jebus var en annan stad än Jerusalem medan andra menar att Jebus och Jebusiter är ett pseudoetniskt namn som helt saknar historisk uppbackning."

## Biblisk beskrivning
Erövrandet av Jebus nämns i andra Samuelsboken kap 5 och i första Krönikeboken kap 11:
David och alla israeliter begav sig till Jerusalem som då var Jebus, där jebusiterna var landets invånare. Jebus invånare sa till David "Här kommer du inte in". Trots det tog David Zions fäste vilket blev kallat Davids stad.